# Цървена нива
Цървена нива (на македонска литературна норма: Црвена Нива) е село в източната част на Северна Македония, част от Община Кочани.

## География
Селото се намира на 10 километра северозападно от град Кочани и южно от Осоговската планина.

## История
В XIX век Цървена нива е чисто българско село в Кочанска кааза на Османската империя. Според статистиката на Васил Кънчов („Македония. Етнография и статистика“) от 1900 година Цървена нива има 70 жители, всички българи християни.
В началото на XX век населението на селото е под върховенството на Българската екзархия. По данни на секретаря на екзархията Димитър Мишев („La Macédoine et sa Population Chrétienne“) през 1905 година в Цървена нива (Tzirvena-Niva) има 64 българи екзархисти.
Според преброяване от 2002 в селото има 11 къщи, но е без постоянно население.